# Olenecamptus pseudostrigosus
Olenecamptus pseudostrigosus là một loài bọ cánh cứng trong họ Cerambycidae.